# Schauspielhaus Šiauliai

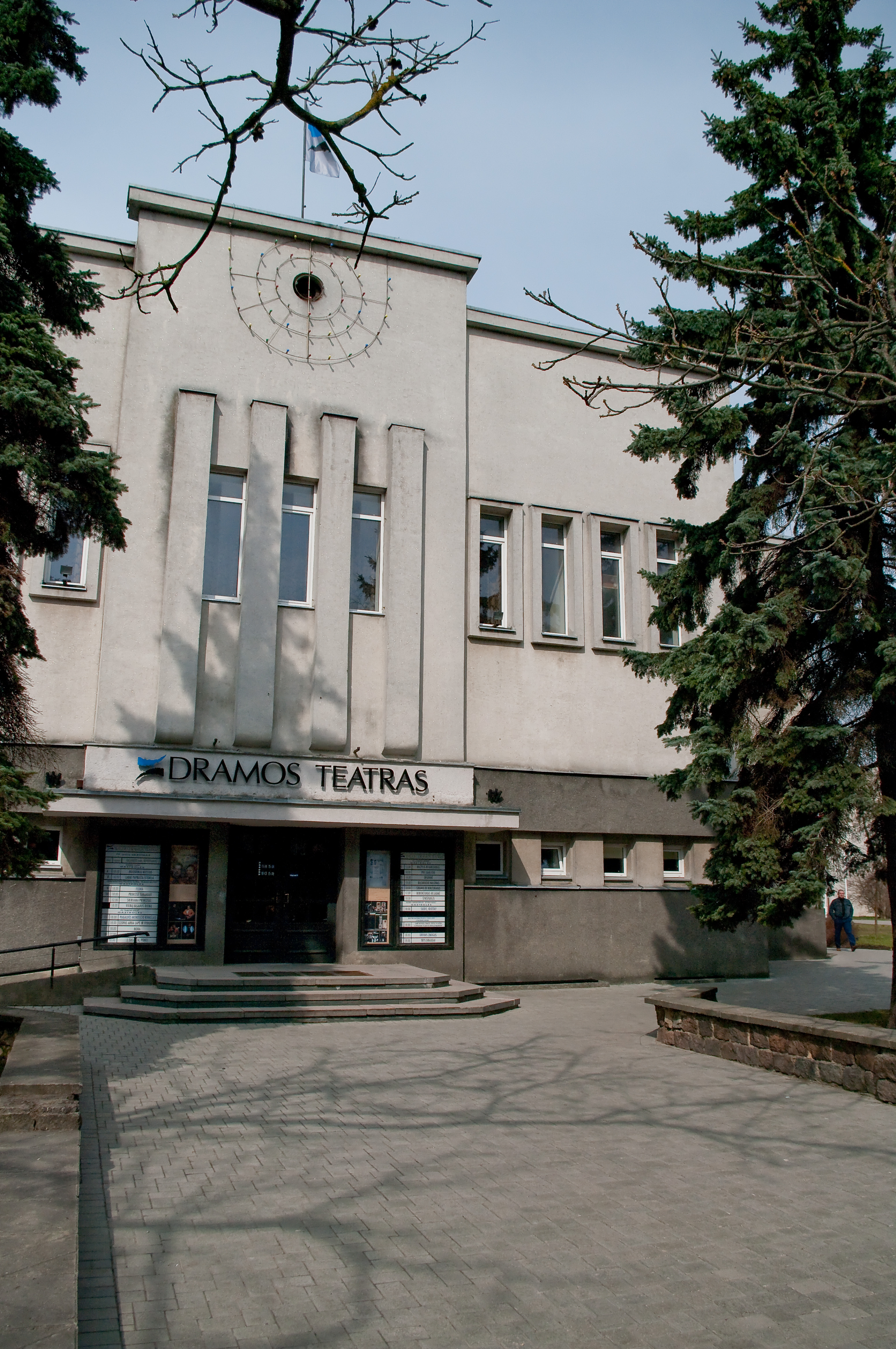
Theater

Das Schauspielhaus Šiauliai (lit. Valstybinis Šiaulių dramos teatras) ist ein Schauspielhaus in der litauischen Stadt Šiauliai.  Es wurde im August 1931 als eine Abteilung des Staatstheaters Kaunas (Kauno Valstybės teatras) errichtet und mit dem Theaterstück Prinxessin Turandot von Carlo Gozzi eröffnet. Der erste Regisseur war Borisas Dauguvietis. Im Dezember 1941 wurde das Theater zum Stadttheater (Šiaulių miesto teatras) der Stadtgemeinde Šiauliai. Im Theater arbeiten 83 Mitarbeiter (Stand 2018).

## Leitung
- Seit 2016: Aurimas Žvinys (* 1983)[2]